# 윌리오필라스코에
윌리오필라스코에(핀란드어: Ylioppilaskoe)는 핀란드의 대학 입학 시험이다. 시험은 크게 국어(핀란드어), 수학, 외국어, 사회 및 과학의 다섯 가지 영역으로 분류되며, 수험생은 이중 네 가지 영역 이상에서 한 과목 이상을 선택해서 응시해야 한다. 각 과목은 개별 점수가 매겨지며, 학생이 필요한 조건(윌리오필라스툭킨토 참조)을 충족시키면 고등학교를 졸업하고 대학에 입학할 수 있는 자격이 주어진다.

## 시험의 구성
시험은 1년에 두 번 시행된다. 듣기 시험에 3일이 할당되며, 한 번의 시행에 소요되는 총 기간은 9일이다. 듣기 시험은 보통 월요일에서 수요일 사이에 진행된다. 가을 듣기 시험은 9월 초에, 봄 시험은 2월 초에 시행된다. 반면 지필 고사는 9월 말~10월 초와 3월에 각각 월·수·금요일에 시행된다.
국어(핀란드어)는 문해력을 측정하는 비문학 시험과 작문 시험이 두 번에 걸쳐서 나누어서 치러진다. 모국어가 핀란드어, 스웨덴어 또는 사미어가 아닌 응시자는 핀란드어나 스웨덴어를 제2외국어 과목으로 응시할 수 있다.
수학은 단답형 및 객관식으로 구성된 짧은 시험과 서술형 문항으로 구성된 시험이 나누어 치러진다.
사회 및 실기 과목들은 한 가지 단계의 시험으로만 이루어져 있다. 사회 과목의 경우 여러 개의 문항들 중 응시자가 일정 수의 문항을 영역 별로 선택하여 서술형 답안을 제출한다.
필기 시험은 체육관이나 학교 등 대규모 공공 장소에 고사장이 조성된다. 각각의 단위 고사장에는 다음 표와 같이 학생 수에 따라 여러 명의 감독관이 배정된다.
| 응시자 수 | 최소 감독관 수 |
| --------- | -------------- |
| 1         | 1              |
| 2–25      | 2              |
| 26–40     | 2–3            |
| 41–60     | 3–4            |
| 61–80     | 3–5            |
| 81–100    | 4–6            |